# Mame Biram Diouf
Mame Biram Diouf (Dakar, 1987. december 16. –) szenegáli labdarúgó, aki jelenleg a Hatayspor játékosa.

## Pályafutása

### Kezdeti évek
Diouf a szenegáli ASC Diarafban kezdte a pályafutását, majd 2007 januárjában a Moldéhoz igazolt. Jó teljesítményének köszönhetően 2008 nyarára már olyan csapatok érdeklődtek iránta, mint az Arsenal, a Brann, a Feyenoord, a West Bromwich Albion, a Manchester United, a Groningen és a Red Bull Salzburg.
2009-re tovább nőtt a kérők sora a Hamburggal, a Werder Bremennel, a Schalke 04-gyel, a Borussia Dortmunddal, az Ajax-szal, a Borussia Mönchengladbach-hal, a PSV Eindhovennel és az Udinesével.

### Manchester United
A Manchester United 2009. július 17-én bejelentette, hogy leigazolta Dioufot. Sir Alex Ferguson 2009 nyarán már nem tervezte újabb játékosok szerződtetését Michael Owen, Antonio Valencia és Gabriel Obertan megszerzése után, de elmondása szerint cselekednie kellett, különben egy másik klub vitte volna el a csatárt. Az átigazolás után Diouf kölcsönben visszatért a Moldéhoz, 2010. január 1-jén tér vissza a Vörös Ördögökhöz.

## Külső hivatkozások
- Mame Biram Diouf adatlapja a Molde honlapján
- Mame Biram Diouf adatlapja a Soccerway oldalon (angolul)